# Inquinamento acustico

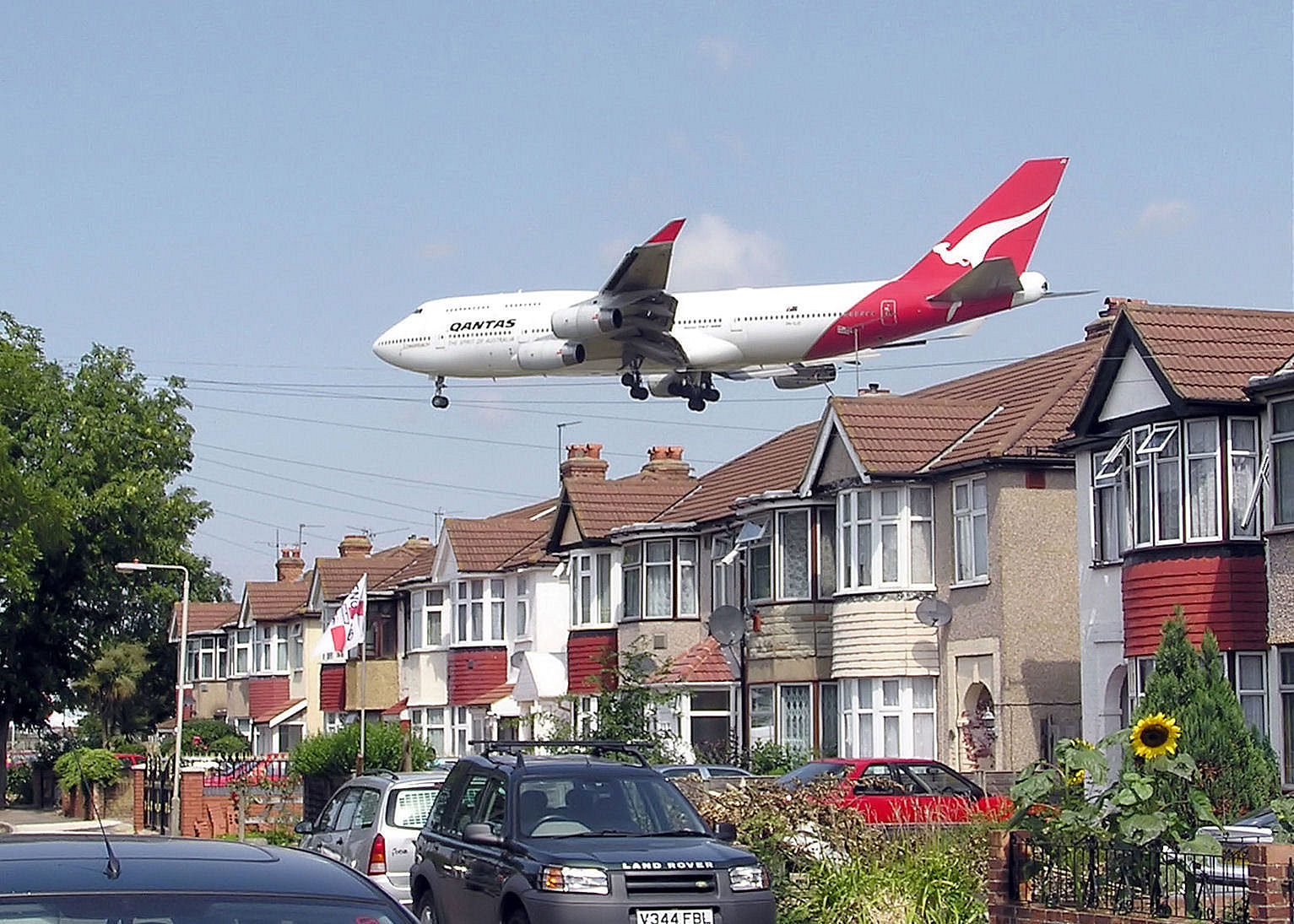
Un aereo passa vicino alle case di un sobborgo di Londra

L'inquinamento acustico è una forma di inquinamento causato soprattutto da un'eccessiva esposizione a suoni e rumori di elevata intensità. Questo può avvenire in grandi città o ambienti naturali.
L'inquinamento acustico può causare danni psicologici, di pressione e di stress alle persone che ne sono continuamente sottoposte. Le cause dell'inquinamento acustico possono essere fabbriche, cantieri, aeroporti, autostrade.Gli effetti del rumore sull'uomo sono molteplici e possono essere distinti in:
- effetti di danno, ne esistono due forme:

1. danno specifico: causato ai soggetti che si espongono per periodi prolungati recando la perdita irreversibile dell'udito (ipoacusia). Si riscontra soprattutto in ambiente lavorativo;
2. danno non specifico: causato da un'esposizione sonora non sufficientemente elevata da recare danni specifici, però può, col tempo, apportare danni al sistema uditivo e causare malesseri di tipo psicofisico. Si riscontra in ambito urbano;

- effetti di disturbo (alterazione temporanea di un organo o di un sistema);
- annoyance (sensazione di scontento o di fastidio generico).

L'inquinamento acustico urbano, e in particolare quello dovuto a traffico di veicoli in superficie, determina in prevalenza effetti di disturbo, mentre assai raramente si può parlare di danno.
La specifica sensibilità individuale può far sì che effetti di disturbo possano essere indotti dal fenomeno di "musicalizzazione" e "sonorizzazione" degli spazi condivisi, pubblici, o aperti al pubblico mondiale, come bar, ristoranti, aeroporti, centri commerciali, piscine, spiagge, ecc.

## Differenza tra suono e rumore
Lo stesso fenomeno sonoro può essere percepito sia dallo stesso individuo, sia da più individui. Ne deriva che il suono può essere considerato sia come fenomeno fisico, quindi misurabile attraverso strumenti oggettivi, sia come fenomeno legato alla percezione sonora, di natura soggettiva in base allo stato psico-fisico-emozionale del soggetto che riceve l'onda. Queste due caratteristiche sono strettamente interdipendenti quindi è spesso non sufficiente limitarsi a esaminarli in maniera separata.
In genere l'onda sonora è un mezzo di trasmissione di informazioni utili per il soggetto (ad es. l'ascolto di una canzone piacevole, rumori anomali sintomatici per l'operatore di malfunzionamento della macchina, ecc.) oppure interferenti con il suo stato psicofisiologico o con l'attività da lui svolta in quel momento. Nel primo caso è appropriato parlare di suono, mentre nel secondo solitamente si usa il termine di rumore in quanto suono non desiderato che il soggetto percepisce come negativo per il suo stato di benessere.

## Principali fonti del rumore

### In relazione all'attività domestica
L'attività domestica è causa di una grande e insospettata quantità di rumore: l'uso inappropriato degli elettrodomestici (stereo e tv ad alto volume, lavatrici lasciate accese di notte, tosaerba e trapani azionati in orari non opportuni, condizionatori, ecc.) incidono in modo rilevante sulla quantità di rumore prodotto da un'abitazione. In questo caso però più che un'adeguata applicazione della normativa, può l'educazione e il buonsenso...

### In relazione ai sistemi di trasporto
È contraddistinto come la prima causa di rumore nei paesi avanzati. Uno studio dell'Unione europea ha reso evidente che su all'incirca 200 milioni di cittadini della comunità il 59% è esposto a emissioni sonore prodotte da traffico stradale superiori a 55 dB, mentre il 39% ha dovuto sopportare livelli acustici pari a 60 dB. Questi dati hanno portato a stabilire dei valori limite di emissione di rumore per tutti i nuovi veicoli progettati e dato tali limiti vengono abbassati di anno in anno, le automobili di più recente produzione presentano indici di rumorosità di 8 – 10 dB inferiori rispetto a quelli di vetture immatricolate poco più di dieci anni fa.
- Ferrovie: il treno è sempre stato considerato come un mezzo di trasporto rispettoso della natura, ma recenti studi hanno reso noto che l'impatto ambientale dei treni ha un alto valore in termini di inquinamento e di costi. La rumorosità, infatti, ha sempre rappresentato un problema oggettivo e anche se treni e motrici di ultima generazione risultano molto più silenziosi dei convogli tradizionali; l'attuale normativa prevede che le ferrovie debbano seguire percorsi lontani dai centri abitati ed essere attrezzate con adeguati sistemi di abbattimento dei rumori, come per esempio le barriere fonoisolanti vicino alle aree abitative[2].
- Traffico aereo: la causa di inquinamento acustico nel caso degli aerei è il motore, sia per i velivoli con propulsione a elica sia per quelli a reazione. Considerando anche il rilevante aumento del traffico aereo susseguente alla seconda guerra mondiale, le autorità competenti hanno emanato norme per il controllo e la limitazione delle emissioni sonore dei velivoli. I produttori del settore hanno recepito la necessità e si sono evoluti di conseguenza, al punto che i nuovi aerei, pur avendo spesso una capienza e una stazza molto maggiore rispetto a quella dei loro predecessori, offrono una rumorosità anche di 20 dB inferiore agli aeromobili costruiti dopo la metà del secolo scorso. Ciò non significa che il rumore prodotto non sia percepito distintamente al suolo e causare frastuoni molto fastidiosi: deve essere infatti considerata sia la distanza altimetrica del velivolo, il suo rumore di base a certi livelli di giri del motore stesso.

### In relazione alla vita lavorativa
Il rumore generato dagli insediamenti industriali in passato riguardava solo zone dove sorgevano grandi impianti metallurgici o manifatturieri, oggi invece la frammentazione della produzione ha portato l'inconveniente della rumorosità anche nel cuore dei centri a elevata densità di popolazione. Il rumore è prodotto principalmente dai macchinari, che per ragioni economiche e di logica di mercato non si fermano neppure di notte, e dalle ventole degli impianti di riscaldamento, condizionamento dell'aria, spesso collocate in posizioni non adeguate. Sono causa di una rumorosità inaspettata e contingente, proprio per questo, più difficilmente sopportati dai residenti delle zone interessate. All'interno dei cantieri è prodotta un'infinità di rumori: continui e ininterrotti nel caso di compressori, centrifughe e ventole, intermittenti nel caso di martelli pneumatici e seghe elettriche. Paradossalmente, tuttavia, proprio a causa della natura temporanea e provvisoria del cantiere, la normativa è più “morbida” e il livello di tolleranza ammesso è generalmente superiore a quello consentito di norma per altri tipi di attività.

### Musicalizzazione degli spazi in condivisione
Una particolare posizione occupano quei fenomeni di sonorizzazione ambientale e "musicalizzazione" di spazi pubblici o destinati alla fruizione in condivisione, come bar, ristoranti, aeroporti, centri commerciali, piscine, spiagge, ecc.
In questo caso, è la specifica sensibilità individuale che può dar luogo a effetti di disturbo e annoyance, anche se l'esposizione passiva avviene con musiche di bassa intensità. La natura di questa esposizione all'ascolto non sarebbe di per sé classificabile come molesta, ma lo diventa in rapporto ai fattori intenzionali che entrano in gioco: un esempio è fornito dall'ascolto forzoso e involontario di musica di sottofondo, musica per ambienti, o di altro tipo, in particolare negli spazi della condivisione, come bar, ristoranti, negozi, centri commerciali, aeroporti, spiagge, piscine, palestre, ecc.. Si parla, in questo caso, di "musica passiva" o "musica parassita".

## Misura del suono e del rumore
La sensibilità dell'orecchio umano rispetto al suono è compresa tra 20 e 20000 Hz, ma non tutte le frequenze sono percepite con la stessa intensità: infatti, l'orecchio umano esibisce una migliore sensibilità alle frequenze medie, mentre essa peggiora per i suoni acuti (alte frequenze) e per i suoni gravi (basse frequenze). La misura viene eseguita con strumenti atti a misurare il suono (fonometri); questi rilevano l'intensità del suono come pressione sonora sulla base della quale è possibile valutare il grado di disturbo o l'eventuale danno.

Curve isofoniche: in rosso le curve di uguale intensità secondo lo standard ISO 226:2003. In blu la curva per 40 phon del precedente standard ISO 226

Nell'ambiente si possono distinguere vari tipi di rumore:
- rumore continuo, cioè il rumore ha una stabilità di livello con variazioni non superiori a ±5 dB in 0,5 secondi;
- rumore impulsivo, rumore caratterizzato da una rapida variazione di livello superiore a 40 dB in 0,5 secondi;
- rumore intermittente o fluttuante, il cui livello varia molto anche se lentamente nel tempo.

## Valutazione del rischio in ambienti di lavoro
La valutazione del rischio in ambiente di lavoro è normata dal D.Lgs. n. 81/2008 e successive modificazioni dando attuazione alla direttiva 2003/10/CE. In base all'articolo 190 del suddetto decreto legislativo il datore di lavoro deve valutare l'esposizione professionale quotidiana personale di ogni singolo lavoratore. Al calcolo di tale parametro si può pervenire attraverso la misura della rumorosità delle macchine e attrezzature presenti in azienda rapportate poi al tempo di permanenza del lavoratore sul posto di lavoro. I parametri da valutare sono il livello equivalente in dB(A) e il livello di picco in dB(C):
- Livello Equivalente <= 80 dB(A) e <= 135 dB(C): non vi è nessun obbligo.
- Livello Equivalente compreso tra 80 e 85 dB(A) e tra 135 e 137 dB(C):

1. Valutazione del rischio.
2. Formazione (informazione ed educazione) a tutti i lavoratori.
3. Fornitura di dispositivi di protezione individuale.
4. Controllo sanitario su richiesta del lavoratore o se ritenuto opportuno dal medico competente.

- Livello Equivalente compreso tra 85 e 88 dB(A) e tra 137 e 140 dB(C):

1. Programma di bonifica ambientale.
2. Obbligo all'uso di DPI auricolari (tappi o cuffie).
3. Controllo sanitario obbligatorio.

- Livello Equivalente > 87 dB(A) e > 140 dB(C)(considerare questo parametro con dispositivo di protezione individuale indossato):

1. Questi parametri non devono essere mai superati e nel caso contrario fanno scattare l'obbligo di misure immediate.

## Reazioni della collettività all'inquinamento acustico
Le reazioni negative degli occupanti di edifici esposti al rumore dei sistemi di trasporto si traducono, oltre alla perturbazione del sonno e delle attività, nella percezione di un'intrusione nell'intimità di ciascuno.
Queste reazioni, legate al contesto residenziale, sono variabili secondo i luoghi, le popolazioni e la natura dei rumori.
È tramite la valutazione delle caratteristiche del rumore perturbante in facciata degli edifici o all'interno degli stessi, messa in confronto con i risultati di inchieste sociali che utilizzano adeguati questionari, che si può ricercare le relazioni tra rumore e disturbo.
Studi effettuati interamente in laboratorio possono risultare molto differenti in quanto il disturbo di un individuo in laboratorio può risultare molto differente rispetto a quello manifestato nel proprio appartamento.
Le prime inchieste con interviste presso abitazioni di residenti vicino a strade trafficate sono state effettuate nei primi anni sessanta del secolo scorso in Svezia, Inghilterra, Francia e Austria.
Le caratteristiche generali di tali inchieste sono:
- il confronto del disturbo espresso con il livello di rumore misurato o calcolato in facciata alle abitazioni;
- gruppi di domande finalizzate a evidenziare attività perturbate dal rumore;
- almeno una domanda riferita alla quantificazione del disturbo patito e valutato secondo una scala da 3 fino a 10 intervalli.

Queste inchieste forniscono i coefficienti di correlazione tra i livelli di rumore e i livelli di disturbo espressi.
Dai risultati ottenuti appare che le correlazioni tra il disturbo individuale e il livello di rumore sono modeste esse non spiegano più del 25% della varianza del disturbo.
L'entità modesta di questa correlazione è da mettere in relazione anche ai seguenti fattori:
- la misura dei reali livelli sonori in facciata delle abitazioni dei soggetti intervistati risulta molto complessa; le attribuzioni di tali livelli di esposizione sono soggette a errori sensibili;
- gli individui manifestano una grande differenza di sensibilità al rumore.

Nei casi invece di realizzazione di una nuova infrastruttura viaria, ferroviaria o aeroportuale, i risultati che le inchieste hanno prodotto correlazioni tra il "disturbo medio" sono molto buone. Ne è un esempio il lavoro di Schultz del 1978 che ha elaborato i risultati di circa 20 inchieste effettuate in Paesi diversi.
Schultz mette in relazione la variazione della percentuale di soggetti "molto disturbati" al variare del livello sonoro esterno espresso attraverso l'indicatore LDN (Day-Night Level).

## Effetti sulla salute
Una esposizione prolungata a rumore continuo a 80 dB(A) per 8 ore al giorno e per molti anni non provoca alcun danno a carico dell'apparato uditivo, questo per quanto riguarda i soggetti sani. Gli effetti che determinano il danno da rumore dipendono dal livello sonoro globale, dal tipo di rumore, dalla durata dell'esposizione, dalla suscettibilità individuale e dall'interazione con altri fattori e possono portare a tre tipi di effetto sulla salute:
1. Spostamento temporaneo della soglia uditiva: è un innalzamento della soglia uditiva rispetto a quella di riposo, è variabile rispetto alla suscettibilità individuale. Il recupero inizia al cessare dell'esposizione e si completa in 16 ore circa.
2. Ipoacusia per trauma acustico acuto: di solito monolaterale (es. lo sparo di un fucile), il dolore è violento, può provocare infatti notevole ipoacusia con acufeni (il tipico fischio alle orecchie) e vertigini, fino anche alla rottura della membrana timpanica.
3. Ipoacusia per trauma acustico cronico: generalmente è bilaterale simmetrico ed irreversibile, interessa i toni acuti (4 kHz) e nei casi più avanzati compromette le frequenze medio-basse (0,5–2 kHz) importanti per l'udibilità sociale.

### Effetti sul sonno
Gli effetti del rumore sul sonno sono diversificati.
Il rumore può causare:
- difficoltà e ritardo nell'addormentamento;
- incubi e sogni con componente ansiosa;
- risvegli nel corso della notte;
- una diminuzione temporale di certi stadi del sonno;
- la degradazione della qualità del sonno per il cambiamento di stadi profondi in stadi leggeri;
- sonnolenza diurna.

Essendo la maggior parte di queste reazioni a livello inconscio, gli studi vengono effettuati attraverso metodi di registrazione delle reazioni fisiologiche durante il sonno.
Un livello sonoro all'interno delle stanze da letto dovrebbe collocarsi a un livello minimo di 40 dB(A). Secondo l'OMS il valore ottimale è una media di 35 dB(A) e valori non superiori a 45 dB(A) per quanto riguarda i picchi; questi sono garanzia di una buona qualità del sonno per soggetti normali.
I comuni d'Italia hanno diviso in aree il proprio territorio in base all'urbanizzazione; rispetto a questa classificazione vengono stimati i livelli di limite che si possono raggiungere anche in relazione alla giornata diurna o notturna. A questi parametri si deve fare attenzione al livello differenziale il quale è la differenza di due misure: la prima del livello sonoro percepito con tutte le sorgenti che abitualmente si riscontrano, la seconda misurazione, definita livello di silenzio, dove vengono disattivate tutte le sorgenti di rumore.

### Effetti sugli animali
Gli effetti dell'inquinamento acustico sui cetacei sono molteplici, i più frequenti si manifestano in un senso di disorientamento e smarrimento dell'animale.

## Normativa
Fino agli anni '70 i governi tendevano a considerare il rumore come un “fastidio” piuttosto che come un problema ambientale.
Molti conflitti sull’inquinamento acustico vengono gestiti mediante negoziazione tra chi emette e chi riceve. Le procedure di escalation variano da paese a paese e possono includere azioni in collaborazione con le autorità locali, in particolare la polizia.

### Unione europea

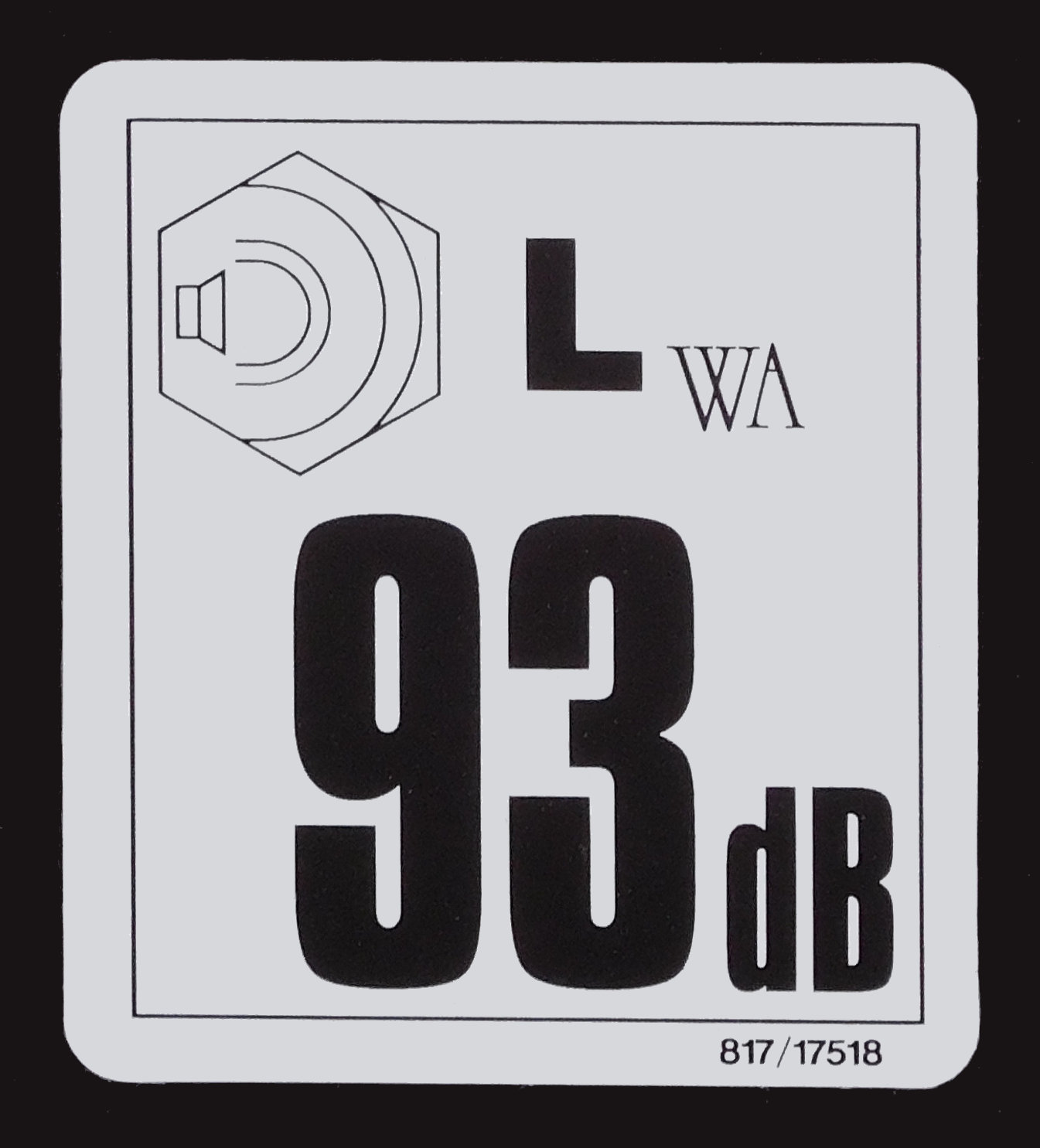
Esempio di targhetta con indicazione dell'emissione acustica di un escavatore secondo le indicazioni della Direttiva 2000/14/CE

Per quanto riguarda le emissioni acustiche da parte di macchine e attrezzature, nell'Unione europea è in vigore la Direttiva 2000/14/CE  del Parlamento europeo e del Consiglio dell'8 maggio 2000 sul ravvicinamento delle legislazioni degli Stati membri concernenti l'emissione acustica ambientale delle macchine ed attrezzature destinate a funzionare all'aperto. Tale norma fa parte dell'insieme di norme sulla marcatura CE dei prodotti, per cui le macchine e le attrezzature soggette a tale norma sono anche soggette all'obbligo della marcatura CE.

### Italia
In Italia, oltre alle norme comunitarie, esistono diverse leggi contro l'inquinamento acustico:
- Legge 26 ottobre 1995, n. 447 - Legge quadro sull'inquinamento acustico, che tra l'altro fornisce una definizione di inquinamento acustico: “l'introduzione di rumore nell'ambiente abitativo o nell'ambiente esterno tale da provocare fastidio o disturbo al riposo e alle attività umane, pericolo per la salute umana, deterioramento degli ecosistemi, dei beni materiali, dei monumenti, dell'ambiente abitativo o dell'ambiente esterno o tale da interferire con le normali funzioni degli ambienti stessi”.
- DPCM 14 novembre 1997 relativo alla Determinazione dei valori limite delle sorgenti sonore
- Decreto ministeriale 16 marzo 1998 sulle Tecniche di rilevamento e di misurazione dell'inquinamento acustico
- Decreto legislativo 19 agosto 2005, n. 194 - Attuazione della direttiva 2002/49/CE relativa alla determinazione e alla gestione del rumore ambientale

#### Egitto
Nel 2007, il Centro nazionale di ricerca egiziano ha scoperto che il livello medio di rumore nel centro del Cairo era di 90 decibel e che il rumore non scendeva mai al di sotto dei 70 decibel. I limiti di rumore stabiliti dalla legge nel 1994 non vengono applicati. Nel 2018, il World Hearing Index ha dichiarato Il Cairo la seconda città più rumorosa del mondo.

#### India
L’inquinamento acustico è un grave problema in India. Il governo indiano ha norme e regolamenti contro petardi e altoparlanti, ma l'applicazione è estremamente permissiva. La Fondazione Awaaz è un'organizzazione non governativa in India che lavora per controllare l'inquinamento acustico da varie fonti attraverso il patrocinio, contenziosi di interesse pubblico, sensibilizzazione e campagne educative dal 2003. Nonostante la maggiore applicazione e il rigore delle leggi ora praticate in India, le aree urbane, le aree rurali sono ancora colpite.
La Corte Suprema dell'India aveva vietato la riproduzione di musica dagli altoparlanti dopo le 22:00. Nel 2015, il National Green Tribunal ha ordinato alle autorità di Delhi di garantire il rigoroso rispetto delle linee guida sull’inquinamento acustico, affermando che il rumore è più di un semplice fastidio in quanto può produrre un grave stress psicologico. Tuttavia, l’attuazione della legge rimane scarsa.

#### Svezia
Il modo in cui ridurre le emissioni di rumore, senza che l'industria venga colpita troppo duramente, è oggi uno dei maggiori problemi di tutela ambientale in Svezia. L'Autorità svedese per l'ambiente di lavoro ha fissato un valore di ingresso di 80 dB per la massima esposizione sonora per otto ore. Nei luoghi di lavoro dove è necessario poter conversare comodamente il livello di rumore di fondo non deve superare i 40 dB. Il governo svedese ha adottato misure di insonorizzazione e assorbimento acustico, come barriere antirumore e controllo attivo del rumore.

#### Regno Unito
I dati compilati da Rockwool, produttore di isolanti in lana minerale, sulla base delle risposte delle autorità locali a una richiesta del Freedom of Information Act (FOI) rivelano che nel periodo aprile 2008 – 2009 i comuni del Regno Unito hanno ricevuto 315.838 denunce relative all'inquinamento acustico proveniente da residenze private. Ciò ha portato i funzionari della salute ambientale in tutto il Regno Unito a notificare 8.069 avvisi o citazioni in materia di riduzione del rumore ai sensi della legge antisociale sul comportamento (Scozia). Negli ultimi 12 mesi erano stati autorizzati 524 sequestri di apparecchiature comportanti la rimozione di potenti altoparlanti, impianti stereo e televisori. Il Consiglio comunale di Westminster ha ricevuto più reclami pro capite di qualsiasi altro distretto del Regno Unito con 9.814 reclami sul rumore, che equivalgono a 42,32 reclami ogni mille residenti. Otto dei primi 10 comuni classificati in base ai reclami per 1.000 residenti si trovano a Londra.

#### Stati Uniti
Il Noise Control Act del 1972 ha stabilito una politica nazionale statunitense per promuovere un ambiente per tutti gli americani libero dal rumore che mette a repentaglio la loro salute e il loro benessere. In passato, l'Environmental Protection Agency coordinava tutte le attività federali di controllo del rumore attraverso il suo Ufficio per l'abbattimento e il controllo del rumore. L'EPA ha gradualmente eliminato i finanziamenti dell'ufficio nel 1982 come parte di un cambiamento nella politica federale di controllo del rumore per trasferire la responsabilità primaria della regolamentazione del rumore ai governi statali e locali. Tuttavia, il Noise Control Act del 1972 e il Quiet Communities Act del 1978 non furono mai revocati dal Congresso e rimangono in vigore oggi, sebbene sostanzialmente non finanziati.
L'Istituto nazionale per la sicurezza e la salute sul lavoro (NIOSH) presso i Centri per il controllo e la prevenzione delle malattie (CDC) effettua ricerche sull'esposizione al rumore negli ambienti lavorativi e raccomanda un limite di esposizione raccomandato (REL) per una media ponderata nel tempo (TWA) di 8 ore o turno di lavoro di 85 dB(A) e per il rumore impulsivo (eventi istantanei come scoppi o urti) di 140 dB(A). L'agenzia ha pubblicato questa raccomandazione insieme alla sua origine, ai dispositivi di misurazione del rumore, ai programmi di prevenzione della perdita dell'udito e alle esigenze di ricerca nel 1972 (successivamente rivista nel giugno 1998) come approccio per prevenire la perdita dell'udito correlata al rumore sul lavoro.
L'OSHA (Occupational Safety and Health Administration) all'interno del Dipartimento del lavoro emana standard applicabili per proteggere i lavoratori dai rischi legati al rumore professionale. Il limite di esposizione ammissibile (PEL) per il rumore è un TWA di 90 dB(A) per una giornata lavorativa di otto ore. Tuttavia, nei settori manifatturiero e dei servizi, se il TWA è superiore a 85 dB(A), i datori di lavoro devono implementare un programma di conservazione dell'udito.
La Federal Aviation Administration (FAA) regola il rumore degli aerei specificando il livello massimo di rumore che i singoli aerei civili possono emettere richiedendo agli aeromobili di soddisfare determinati standard di certificazione del rumore. Questi standard designano i cambiamenti nei requisiti massimi di livello di rumore mediante designazione "stadio". Gli standard acustici statunitensi sono definiti nel Codice dei regolamenti federali (CFR), Titolo 14 Parte 36 – Standard acustici: tipo di aeromobile e certificazione di aeronavigabilità (14 CFR Parte 36). La FAA persegue inoltre un programma di controllo del rumore degli aerei in collaborazione con la comunità aeronautica. La FAA ha istituito un processo di segnalazione per chiunque possa essere colpito dal rumore degli aerei.
La Federal Highway Administration (FHWA) ha sviluppato norme sul rumore per controllare il rumore autostradale come richiesto dal Federal-Aid Highway Act del 1970. Le normative richiedono la promulgazione di criteri di livello del rumore del traffico per varie attività di utilizzo del territorio e descrivono le procedure per l'abbattimento delle strade rumore del traffico e rumore dei lavori.
Gli standard di rumore del Dipartimento per l'edilizia abitativa e lo sviluppo urbano (HUD), come descritti nel 24 CFR parte 51, sottoparte B, forniscono standard nazionali minimi applicabili ai programmi HUD per proteggere i cittadini dal rumore eccessivo nelle loro comunità e luoghi di residenza. Ad esempio, tutti i siti la cui esposizione al rumore ambientale o comunitario supera il livello sonoro medio diurno e notturno (DNL) di 65 (dB) sono considerati aree a impatto acustico, definisce zone di rumore "normalmente inaccettabili" dove i livelli di rumore comunitario sono compresi tra 65 e 75 dB, per tali luoghi devono essere implementate funzionalità di abbattimento e attenuazione del rumore. I luoghi in cui il DNL è superiore a 75 dB sono considerati "inaccettabili" e richiedono l'approvazione del vicesegretario per la pianificazione e lo sviluppo comunitario.
Il Dipartimento della Casa e dello sviluppo urbano ha creato un sito per fornire l'accesso a dati completi sul rumore degli aerei e della strada a livello nazionale e di contea. La mappa mira ad aiutare gli urbanisti, i funzionari eletti, gli studiosi e i residenti ad accedere a informazioni aggiornate sul rumore dell'aviazione e delle autostrade interstatali.
Gli stati e i governi locali in genere hanno statuti molto specifici sui regolamenti edilizi, sulla pianificazione urbana e sullo sviluppo stradale. Le leggi e le ordinanze sul rumore variano ampiamente tra i comuni e in alcune città non esistono nemmeno. Un'ordinanza può contenere un divieto generale di produrre rumore fastidioso, oppure può stabilire linee guida specifiche per il livello di rumore consentito in determinati orari della giornata e per determinate attività. Le leggi sul rumore classificano il suono in tre categorie. Il primo è il rumore ambientale, che si riferisce alla pressione sonora del rumore onnicomprensivo associato a un dato ambiente. Il secondo è il rumore continuo, che può essere costante o fluttuante, ma continua per più di un'ora. Il terzo è il rumore che varia ciclicamente, che potrebbe essere costante o fluttuante, ma si verifica ripetutamente a intervalli di tempo ragionevolmente uniformi.
La città di New York ha istituito il primo codice acustico completo nel 1985. Il codice sul rumore di Portland prevede multe fino a 5.000 dollari per infrazione ed è la base per altre importanti ordinanze sul rumore nelle città statunitensi e canadesi.

### Organizzazione Mondiale della Sanità
Nel 1995, la Regione Europea dell’Organizzazione Mondiale della Sanità (OMS) ha pubblicato le linee guida sulla regolamentazione del rumore comunitario. La Regione europea dell’OMS ha successivamente pubblicato altre versioni delle linee guida, di cui la versione più recente è stata diffusa nel 2018. Le linee guida forniscono le prove più aggiornate provenienti da ricerche condotte in Europa e in altre parti del mondo sull’argomento esposizione al rumore non professionale e sua relazione con gli esiti sulla salute fisica e mentale. Le linee guida forniscono raccomandazioni su limiti e misure preventive riguardanti diverse fonti di rumore (traffico stradale, ferroviario, aereo, turbine eoliche) per i livelli medi giorno-sera-notte e medi notturni. Le raccomandazioni per il rumore ricreativo nel 2018 erano condizionate e basate sul livello di pressione sonora equivalente durante un periodo medio di 24 ore in un anno senza ponderazioni per il rumore notturno (LAeq, 24 ore); L’OMS ha fissato il limite raccomandato a 70 dB(A). 
| Sorgente di rumore | Raccomandazione per Livello Medio Giorno-Sera-Notte (Lden) | Raccomandazione per Rumore medio notturno (Lnight) |
| ------------------ | ---------------------------------------------------------- | -------------------------------------------------- |
| Traffico           | 53 dB(A)                                                   | 45 dB(A)                                           |
| Ferrovia           | 54 dB(A)                                                   | 44 dB(A)                                           |
| Aereo              | 45 dB(A)                                                   | 40 dB(A)                                           |
| Turbina eolica     | 45 dB(A)                                                   | nessuna raccomandazione                            |